# 劉貞 (光緒進士)
劉貞（?—?），江西省南康府都昌縣人，清朝政治人物、同進士出身。
光緒三年（1877年），参加丁丑科殿試，登進士三甲第158名。同年五月，授內閣中書。